# Fürstenwalde (Altenberg)
Fürstenwalde ist ein Ortsteil von Altenberg in Sachsen im östlichen Osterzgebirge, unweit der tschechischen Grenze.

## Geographie
Fürstenwalde liegt etwa 45 km südlich von Dresden im Osterzgebirge, nahe der tschechischen Grenze. Entlang des Grenzverlaufes ist Fürstenwalde ein Nachbarort von Müglitz, Liebenau und Oelsen. Auf tschechischer Seite ist es Adolfov (Adolfsgrün), etwa 200 m hinter dem Leichenstein in Richtung Süden und die Fluren von Böhmisch Müglitz.

## Geschichte
Fürstenwalde wurde 1324 zum ersten Mal urkundlich erwähnt und gehörte zur Herrschaft Lauenstein. Wahrscheinlich handelte es sich bei den Ortsgründern um Holzfäller und Kohlenbrenner, die den Ort in Form eines Reihen- und Waldhufendorfes entlang des Baches anlegten. Der Ort zieht sich über eine Länge von zwei Kilometern und überwindet dabei 120 Höhenmeter. Um 1340 sollen 20 Bauernhäuser, eine Kapelle und zwei Mühlen gestanden haben. Nach dem Fund von Eisenerz in Lauenstein blühte der Bergbau auf, dem der ehemalige Lauensteiner Ortsteil Kratzhammer seine Entstehung verdankt. Im alten Hammerhaus („Hammerschänke“) wurde das gewonnene Eisen bearbeitet. Der Zugang zum Dorf war im Unterdorf die alte Eisenstraße. Auf ihr wurde das Eisen einst bis in die Niederlande transportiert.
Mitte des 15. Jahrhunderts wurde von Pirna aus die Dresden-Teplitzer Poststraße oder Salzstraße gebaut, die von Breitenau kommend über das Oberdorf in Fürstenwalde zur Grenze (Schwarzes Kreuz) nach Böhmen führte. Auch als Postkurs diente diese Straße, wie die Kursächsischen Postmeilensäulen als Halbmeilensäule Richtung Liebenau und ab 2012 als Viertelmeilenstein Richtung Schwarzes Kreuz beweisen. Der Wald und die Landwirtschaft mit den dazugehörigen Gewerken spielten über Jahrhunderte eine wichtige Rolle im Dorf. Die raue Gegend wurde oft von Unwettern heimgesucht, Kriege brachten Unheil, Verwüstungen, Krankheit und Not.
Der Müglitzbach, der vier Kilometer von Fürstenwalde entfernt im Böhmischen entspringt und dann durch den an der Grenze zu Tschechien gelegenen Ortsteil Müglitz verläuft, versetzte das Tal oft in Angst und Schrecken, wenn Unwetter das Bächlein in einen reißenden Strom verwandelten, zuletzt im August 2002. Auch 1927 wütete ein schweres Unwetter in der Ortschaft.
1956 wurde Kratzhammer nach Fürstenwalde eingemeindet. Am 1. Januar 1994 wurde Fürstenwalde nach Geising eingemeindet. Geising wurde zum 1. Januar 2011 nach Altenberg eingemeindet.
Von den einst vorhandenen drei Sälen im Ort ist noch einer geblieben. Der in der Hammerschänke wurde umgebaut, das Erbgericht (zu DDR-Zeiten war ein kompletter Umbau als Luxus-Ferienheim geplant) abgerissen und der im Landgasthof wurde stark verkleinert. Ein neu errichtetes Vereinshaus gegenüber der Hammerschänke beheimatet jetzt die Fürstenwalder Veranstaltungen, eine Bowlingbahn ist auch vorhanden.

### Rudolphsdorf
→ siehe Rudolphsdorf (Altenberg)

### Kratzhammer
→ siehe Kratzhammer
- Erhalten sind jetzt noch die Gaststätte und die Gedenkstube für George Bähr.

### Einwohnerentwicklung Fürstenwalde
| Jahr | Einwohnerzahl |
| ---- | ------------- |
| 1547 | 170           |
| 1623 | 200           |
| 1834 | 438           |
| 1871 | 500           |
| 1890 | 440           |
| 1910 | 472 (2)       |
| 1925 | 511 (2)       |
| 1939 | 477 (2)       |
| 1946 | 702 (2)       |
| 1962 | 540 (2)       |

| Jahr | Einwohnerzahl |
| ---- | ------------- |
| 1997 | 436 (1)       |
| 1998 | 434           |
| 1999 | 425           |
| 2000 | 418           |
| 2001 | 422           |
| 2002 | 409           |
| 2003 | 394           |
| 2004 | 385           |
| 2005 | 357           |
| 2006 | 358           |

| Jahr | Einwohnerzahl |
| ---- | ------------- |
| 2007 | 347           |
| 2010 | 332           |
| 2011 | 326           |
| 2014 | 301           |
| 2015 | 298           |
| 2017 | 298           |
| 2018 | 301           |
| 2021 | 302           |

(1): ab 1997: Bevölkerung am Jahresanfang (Einwohneramt der Stadt Geising)

(2): Bevölkerung inklusive Rudolphsdorf

## Söhne und Töchter des Ortes
- George Bähr (1666–1738), protestantischer Barockarchitekt, der Erbauer der Dresdner Frauenkirche (1722). Zum Leben und Schaffen dieses großen Baumeisters des sächsischen Barocks wurde in der Hammerschänke eine Gedenkstube und im Dorf ein Obelisk errichtet.
- Johann August Görenz (1765–1836), Bibliothekar, Lehrer, Philologe, Leiter des Fridericianum Schwerin
- Johann George Schmidt (1707–1774), Baumeister, Zimmermeister

## Kultur und Sehenswürdigkeiten

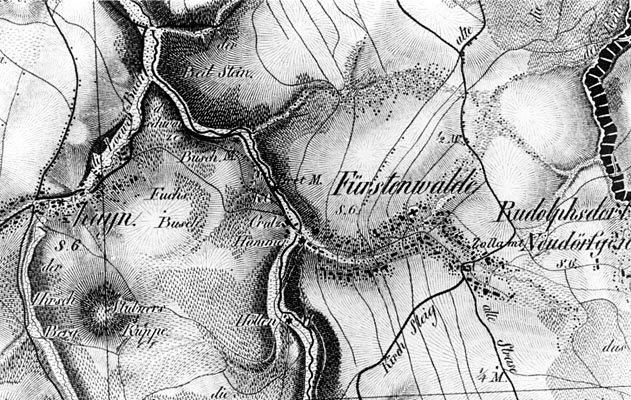
Fürstenwalde auf der Oberreitschen Karte von 1821
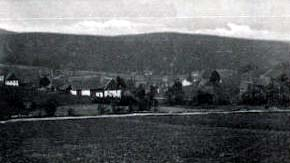
Ortsansicht, um 1916
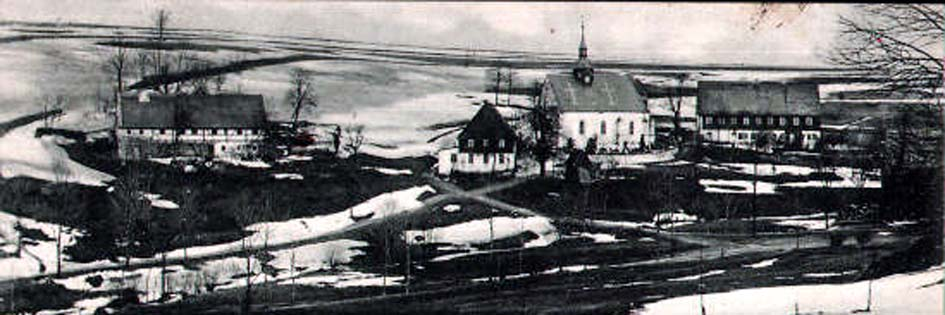
Blick auf die Kirche, um 1903
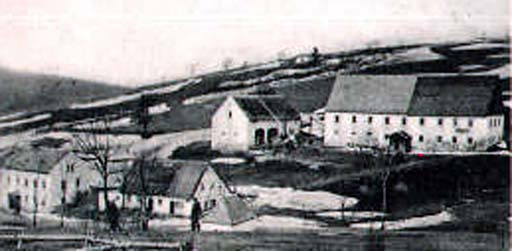
Der Gasthof Erbgericht, um 1903
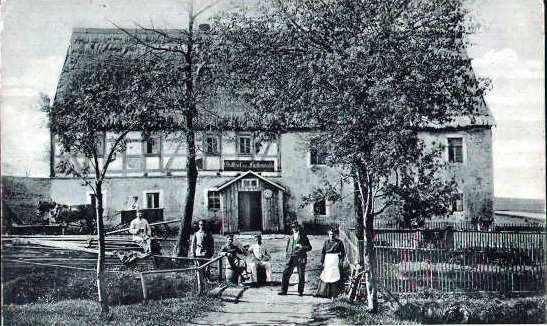
Der Obere Gasthof
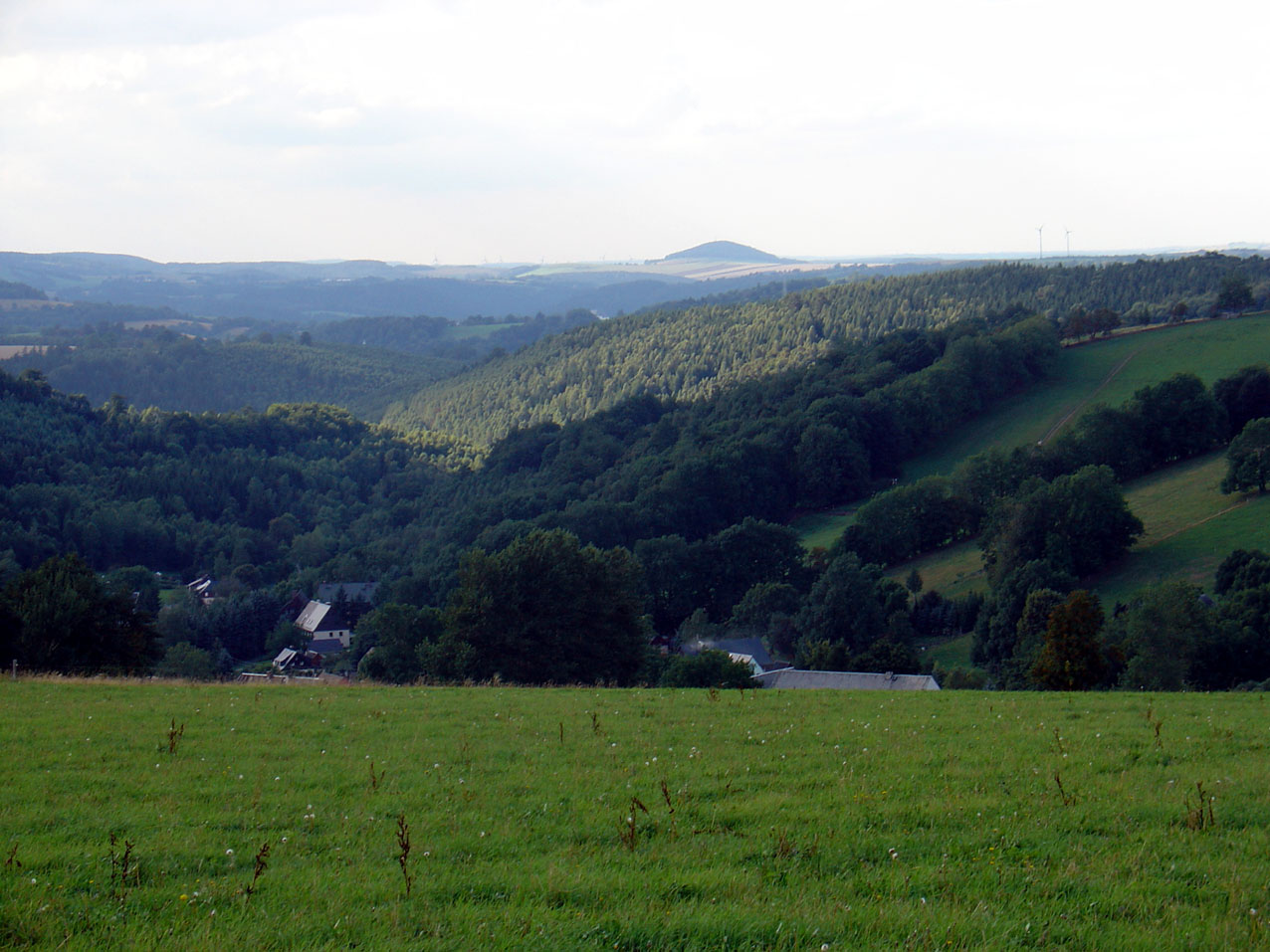
Blick in Richtung Kratzhammer
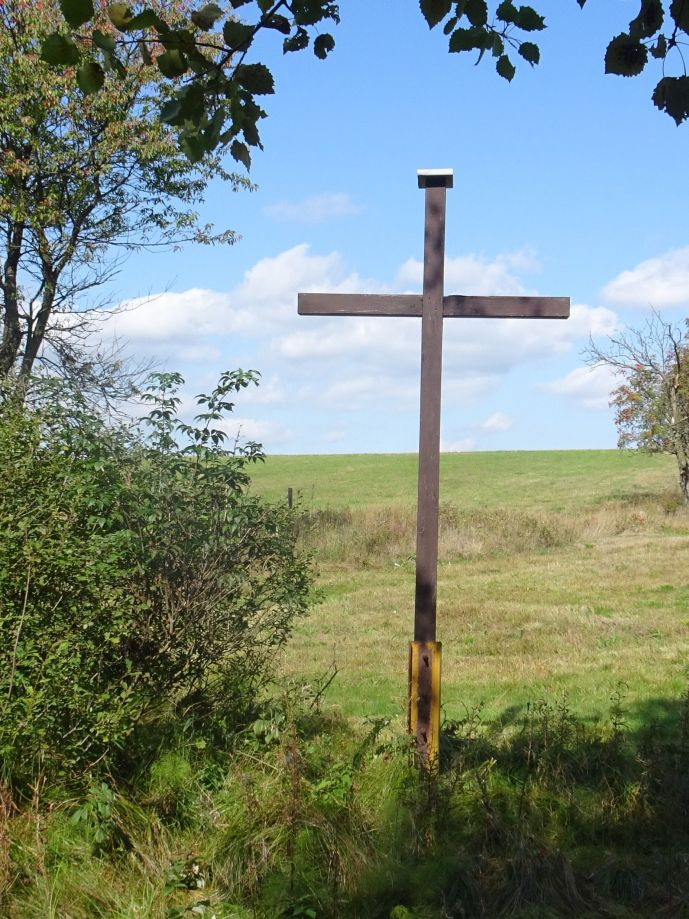
Blick auf das Schwarze Kreuz an der sächsisch-böhmischen Grenze

### Das Schwarze Kreuz
Zwischen Fürstenwalde und Müglitz, direkt am Grenzübergang der alten Teplitzer Poststraße, die von Dresden über Dohna, durch die Harthe (Nasenbach, A 17) nach Fürstenwalde und weiter vorbei an der Geiersburg über Teplitz nach Prag führte, steht unmittelbar am Grenzbach am Ebersdorfer Weiler ein Holzkreuz, das gemeinhin als Schwarzes Kreuz bekannt ist. Es befindet sich in den Schwarzen Wiesen, deren Namen durch den dichten Baumbewuchs und die mit Wasser gefüllten Kuhlen entstand, die zu Moor- und Sumpfwiesen wurden. Der Grenzwald wurde früher wegen seiner Undurchdringbarkeit auch „Schwarzer Wald“ genannt.

### Museen, Sehenswürdigkeiten
- Birkhuhn-Schutzgebiet
- Naturschutzgebiet Fürstenauer Heide
- Naturschutzgroßprojekt Bergwiesen im Osterzgebirge
- Wiederansiedlung des Ziesel durch den BUND, Landesverband Sachsen e. V.
- Gedenkstube für George Bähr und die Dresdner Frauenkirche in der Hammerschänke

### Bauwerke
- Geburtshaus von George Bähr in Fürstenwalde
- Schwarzes Kreuz an der Grenze zu Tschechien, am Geiersberger Pass
- Dorfkirche zu Fürstenwalde
- Viertelmeilensäule (1732) an der Alten Dresden-Teplitzer Poststraße in der Harte
- Halbmeilensäule Nr. 18 (1729) an der Alten Dresden-Teplitzer Poststraße
- Steinernes „Schneiderkreuz“ in der Nähe der Verbindungsstraße nach Liebenau
- Leichenstein im Wald „Haberfeld“ (nahe Rudolphsdorf)

### Freizeit und Sport
- Bowlingbahn in Kratzhammer
- Fußballplätze in Kratzhammer und zwischen Oberdorf und Müglitz (außerorts am Wald gelegen)
- Badeteich im Unterdorf, nahe Kratzhammer
- beliebter Kletterfels „Grafenstein“ zwischen Kratzhammer und Hochwasserrückhaltebecken Lauenstein

### Regelmäßige Veranstaltungen
- Fasching in Fürstenwalde (zur Fastnacht und Anfang November) mit dem Fürstenwalder Karnevalsklub e. V.
- Heimatfest in Fürstenwalde
- Frühlingsfest mit Leistungsvergleich der Freiwilligen Feuerwehren der Gemeinde Altenberg (ehemaliges Feuerwehrfest)
- Sonnenwendfeier
- Hexenfeuer auf dem alten Sportplatz (Walpurgisnacht)
- Schlachtfest
- Teichfest

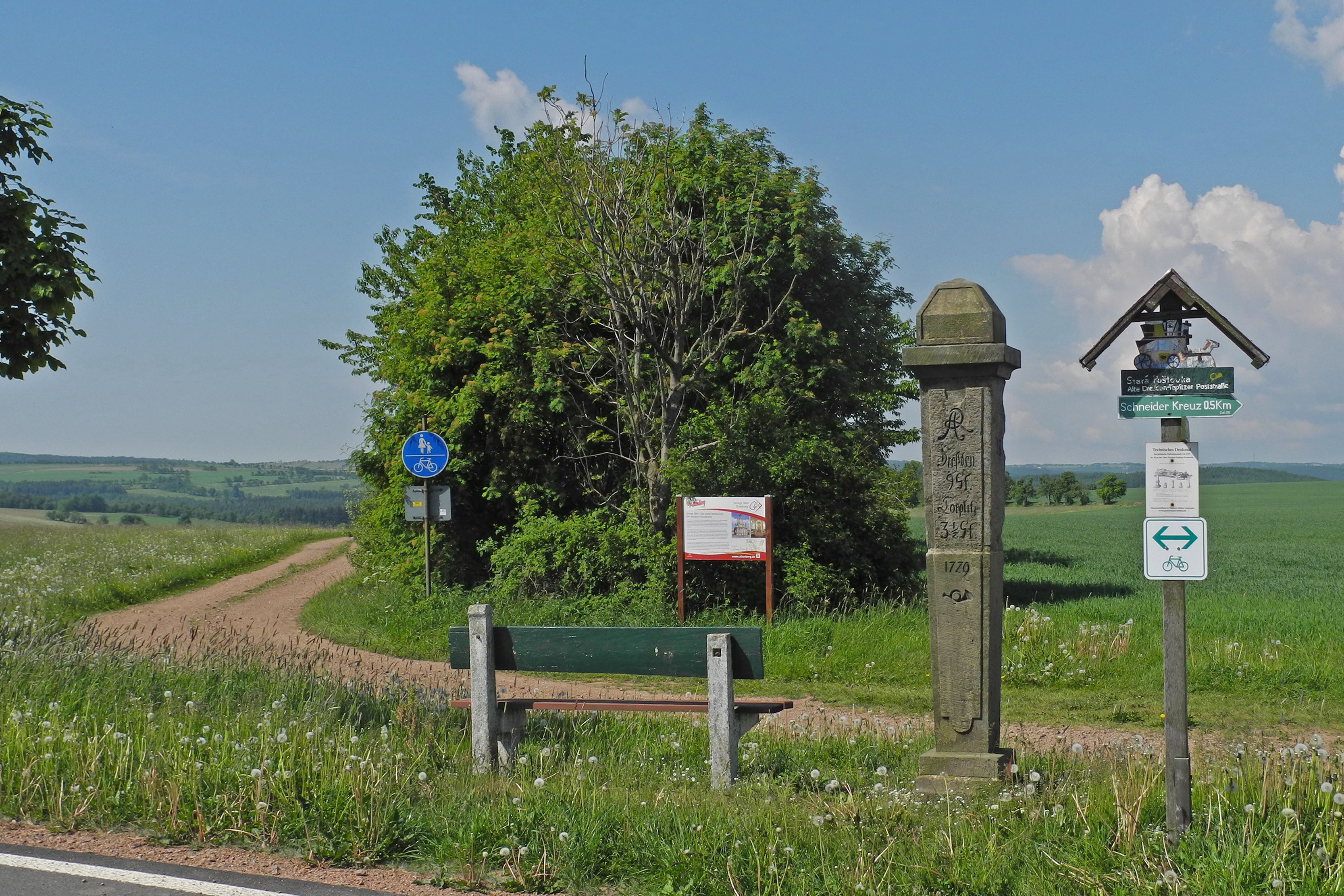
Halbmeilensäule von 1729 an der Alten Dresden-Teplitzer Poststraße
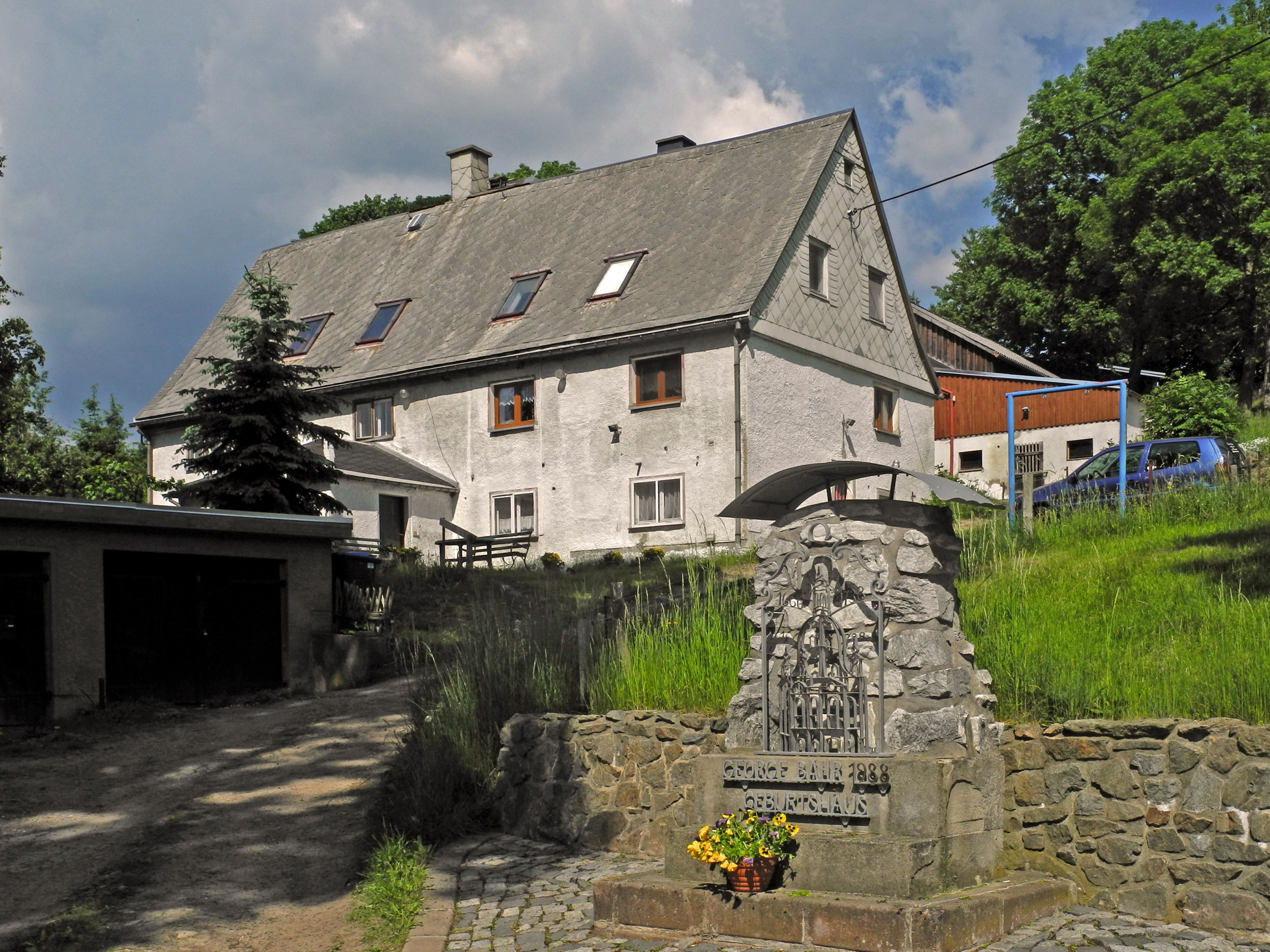
Gedenkstein am Geburtshaus von George Bähr
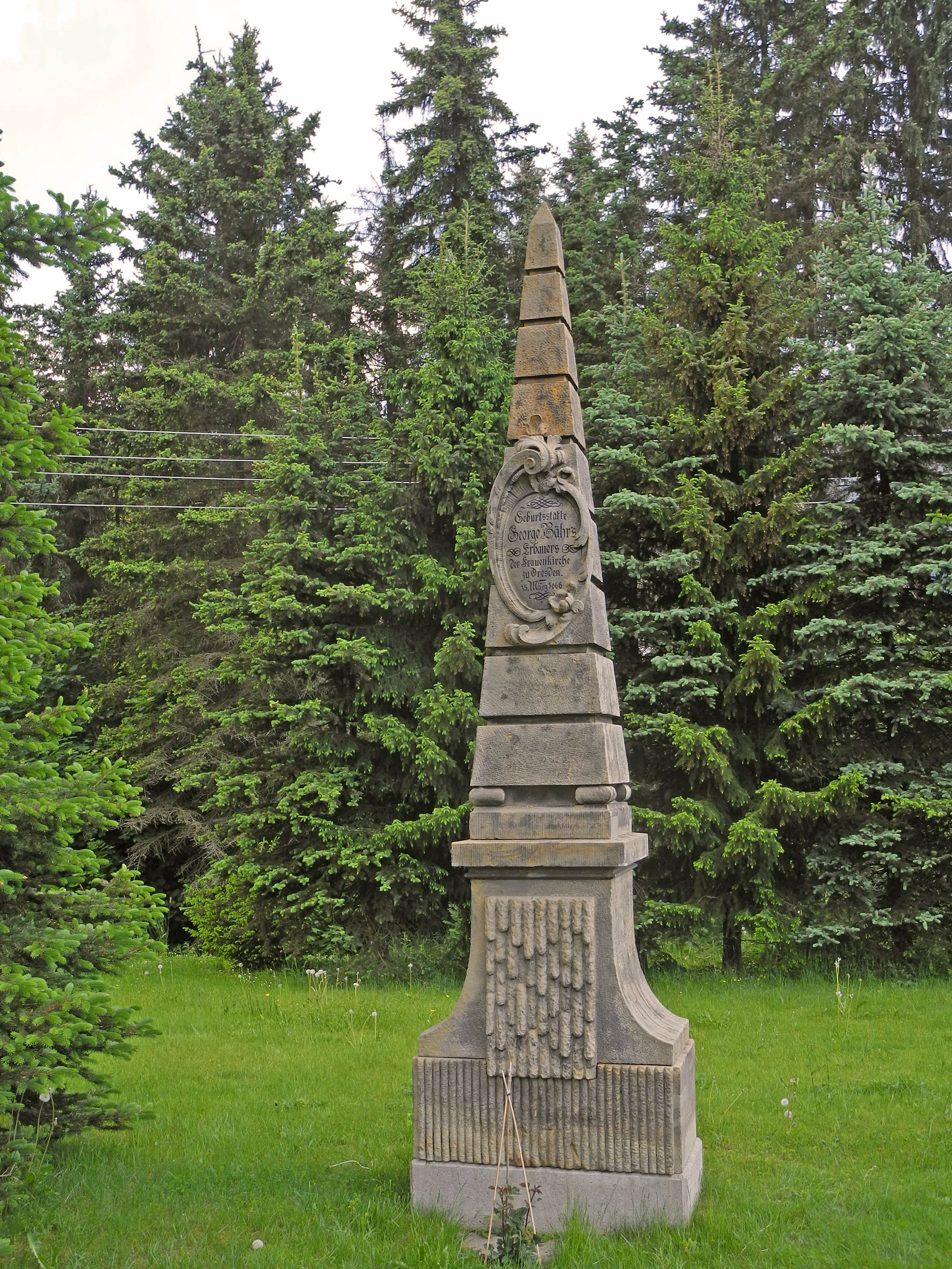
George-Bähr-Denkmal (Obelisk)
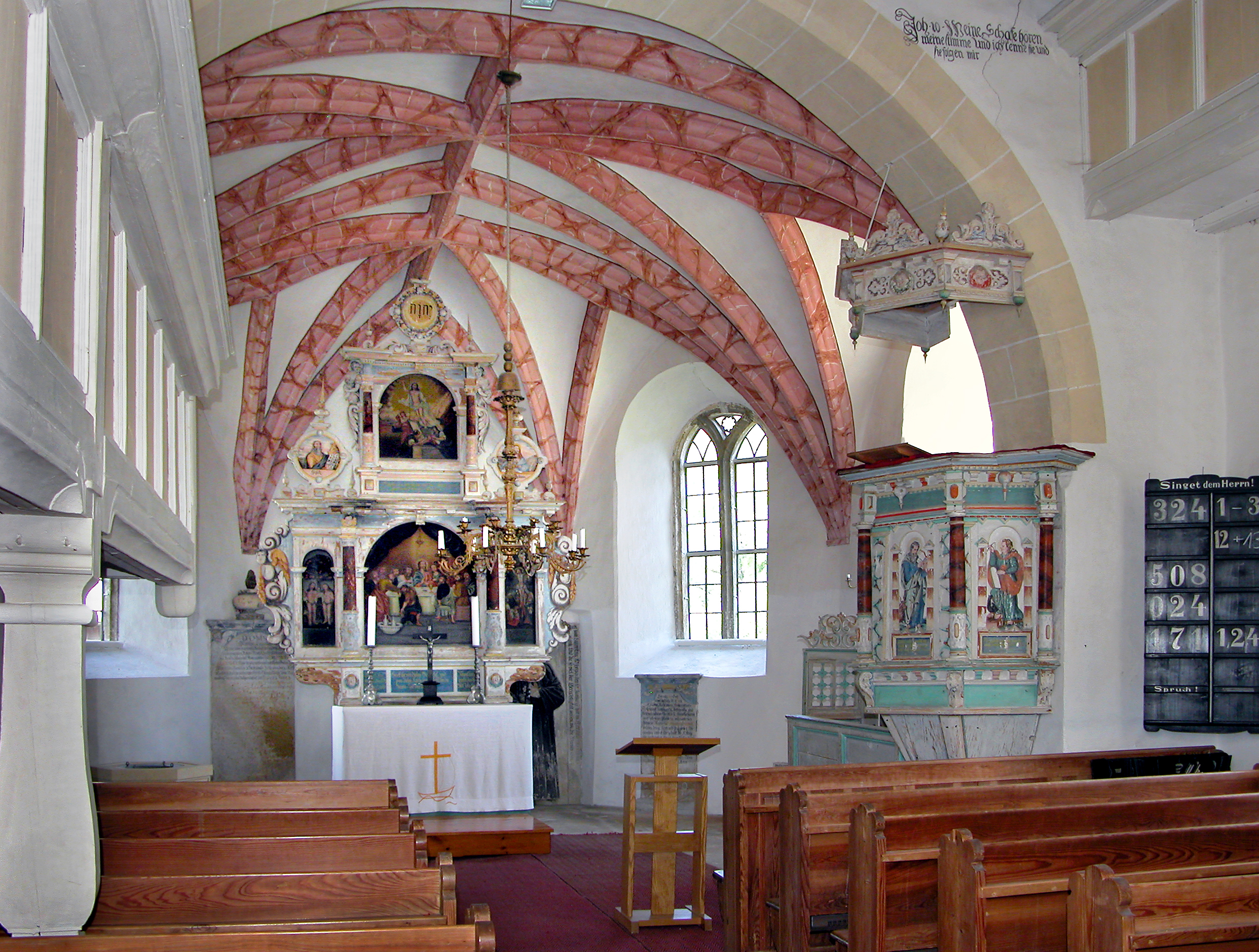
Dorfkirche, Blick zum Chor
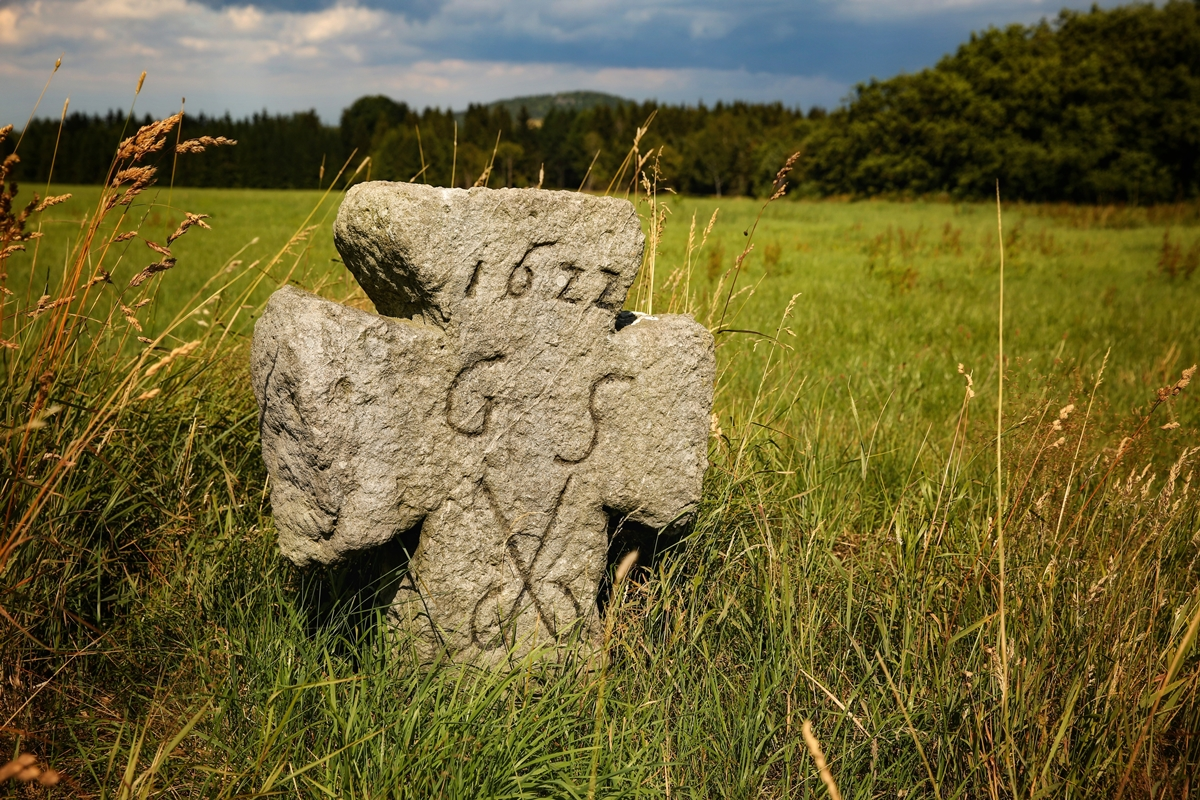
„Schneiderstein“, historisches Steinkreuz von 1622

## Partnerschaft
- Fürstenstein (Bayern)